# دروتی دی. هوتون
دروتی دی. هوتون (انگلیسی: Dorothy D. Houghton; ۱۱ مارس ۱۸۹۰ – ۱۵ مارس ۱۹۷۲) اهل ایالات متحده آمریکا، یک مقام دولتی و کارمند دولتی بود.

## زندگی‌نامه
در وتی در رد واک، آیووا به دنیا آمد و در هر دو شهر واک و دموین، آیووا بزرگ شد. پدرش ای دیمر قاضی دادگاه عالی آیووا بود. او در دوران کودکی با چندین چهره سیاسی با توجه به ارتباطی که با پدرش داشتند و رابطه خوب خانوادگی ملاقات کرد. او در کالج ولزلی تحصیل کرد و در سال ۱۹۱۲ فارغ‌التحصیل شد.
وی همچنین برندهٔ جوایزی همچون جایزه پناهندگان نانسن شده‌است.

## فعالیت حرفه‌ای
دروتی اولین زنی بود که در۱۹۲۱ جزو هیئت حفاظت ایالت آیووا قرار گرفت. در ۱۹۳۴، او به عنوان منشی موقت حزب جمهوری‌خواه آیووا به خدمت پرداخت. او در ۱۹۳۵ رئیس فدراسیون باشگاه‌های زنان آیووا شد. یک‌سال بعد، او به هیئت آموزش ایالتی منصوب شد و در هیئت متصدیان انجمن تاریخی ایالت آیووا خدمت کرد.
دروتی در ۱۹۵۰ به عنوان رئیس فدراسیون عمومی باشگاه‌های زنان (GFWC) انتخاب شد و تا ۱۹۵۲ در سمت رئیس فدراسیون خدمت کرد. او در زمان ریاست فدراسیون عمومی باشگاه‌های زنان از سازمان ملل متحد حمایت کرد. او همچنین از نامزدی دوایت آیزنهاور برای ریاست‌جمهوری حمایت کرد و در چندین ایالت به مبارزات انتخاباتی پرداخت. پس از انتخاب آیزنهاور به ریاست جمهوری، او به عنوان دستیار مدیر امنیت متقابل پناهندگان و مهاجران منصوب شد و به عنوان سفیر حسن نیت عمل می‌کرد. او در ۱۹۵۶ بازنشسته شد و مدال نانسن را در آن سال به پاس قدردانی از خدماتی که به پناهندگان داشت دریافت کرد که توسط النور روزولت به او اهدا گردید. دروتی متعاقباً برای انتخاب مجدد آیزنهاور به مبارزات انتخاباتی پرداخت و معاون رئیس کالج انتخاباتی ایالات متحده آمریکا شد.